# سمر غلاو
سمر غلاو (بالإنجليزية: Summer Glau)‏؛ (24 يوليو 1981 -)، ممثلة أمريكية. اشتهرت بدور ريفر تام في مسلسل الخيال العلمي
اليراعة(بالإنجليزية: Firefly)‏ وبدور كامرون في سلسلة المدمر: سجلات ساره كونر.

## بداية حياتها
سمر ولدت في سان انطونيو بولاية تكساس، حيث نشأت مع والديها وشقيقتيها الأصغر كريستي وكيتلين، لديها أصول تجمع بين الاسكتلندية_الأيرلندية والألمانية، والدتها مدرسة بينما والدها مقاول.
تلقت سمر منحة دراسية لتدرس البالية من قبل أحد الشركات، وكانت تدرس بالمنزل منذ الصف الثالث وحتى ال12, وبنفس الوقت تابعت دراستها في الباليه مع مدرب خاص لها، إلى جانب ذلك تعلمت رقص التانجو والفلامنكو. بعد اصابة خطيرة في الكاحل أنهت مهنتها كراقصة، قررت الانتقال إلى لوس انجليس في عام 2002 لمتابعة مهنة التمثيل.

## السيرة المهنية

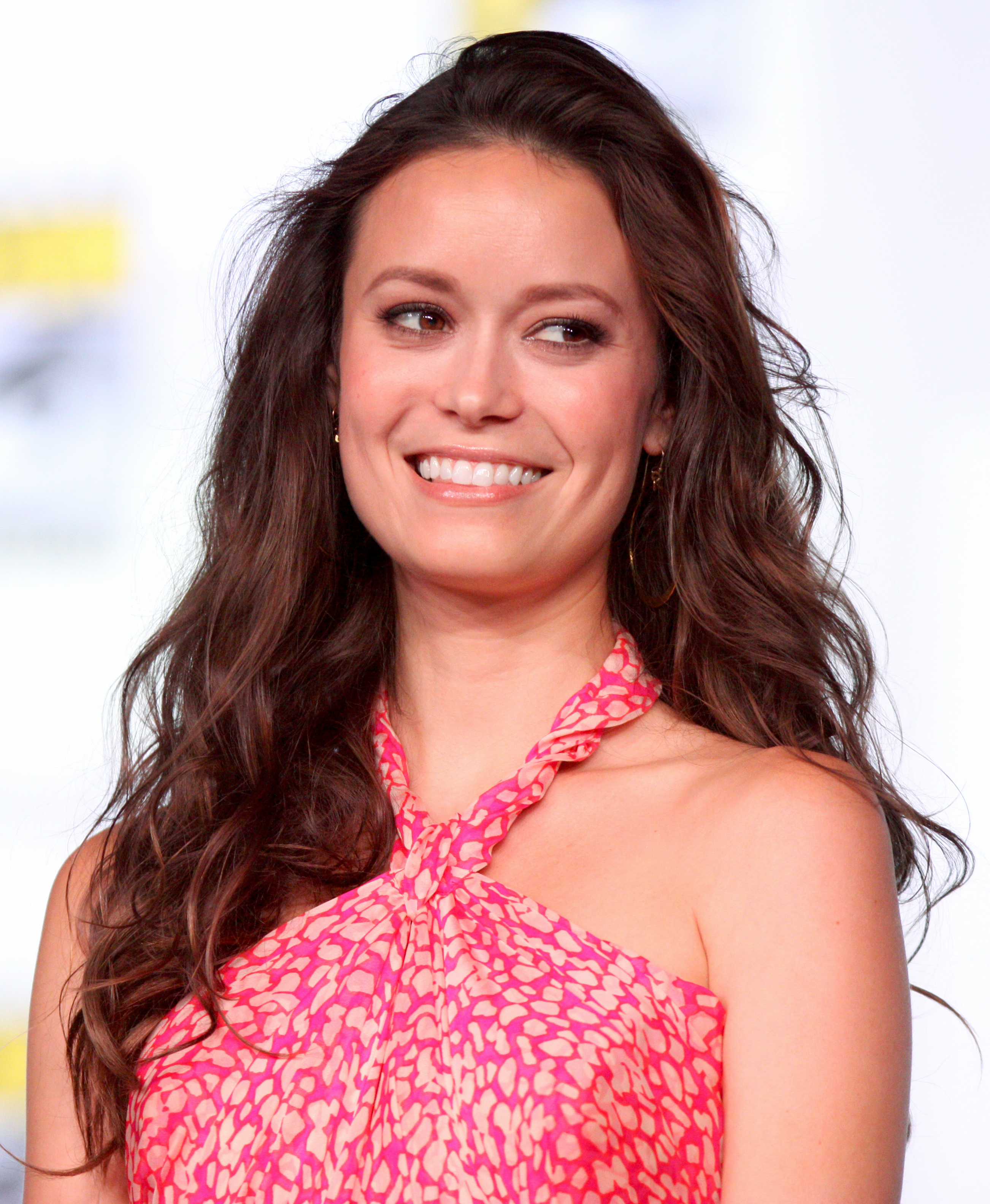
سمر غلاو

أول ظهور شرفي لسمر على التلفاز كان عام 2002 في سلسلة آنجل بدور راقصة باليه ومن هناك التقطتها عيون المخرج جوس ويدون الذي اعطاها دور ريفر تام بمسلسل (بالإنجليزية: Firefly)‏ ولاحقا كررت الدور بتكملة السلسلة في الفلم الناجح (بالإنجليزية: Serenity)‏، يذكر أن سمر قامت سابقا بتجربة الدور بينك راجر لمسلسل Power Rangers ولكنها لم تنل الدور، واستمرت غلاو بالظهور بمسلسلات بأدوار صغيرة أو ثانوية منها في حلقة "Love Conquers Al" بمسلسل Cold Case، وحلقة "What's Eating Gilbert Grissom?،" من مسلسل سي إس آي وأيضا ظهرت بمسلسل الوحدة. في 2006 قامت بشخصية Tess Doerner المصابة بانفصام الشخصية بالموسم 2 من مسلسل ذا 4400 وأصبحت شخصية دائمة في الموسم الثالث.
في عام 2008 قامت بتجربة لاجل مسلسل المدمر: سجلات ساره كونر، وعندما قدمت سمر اختبار تجربة الدور لم تكن شاهدت أي جزء من أفلام المبيد وشاهدتها بعد أن حصلت على الدور في المسلسل.افتتح المسلسل في 13 يناير 2008 ولعبت سمر دور البطولة في المسلسل بشخصية كامرون الية قاتلة محترفة أرسلت من المستقبل لحماية جون من المدمر. في الحلقة السابعة من المدمر رقصت سمر (بشخصية كامرون)الباليه.
في 2009 حلت كضيفة شرف كنفسها في الموسم الثاني من ذا بيق بانق ثيوري. في 26 أغسطس تم التأكيد على أن سمر ستظهر على الاقل بحلقتين في الموسم الثاني من (بالإنجليزية: Dollhouse)‏. في 12 مارس 2010 أعلن أن سمر ستنظم إلى طاقم الممثلين في The Cape بشخصية رئيسية.

## الجوائز

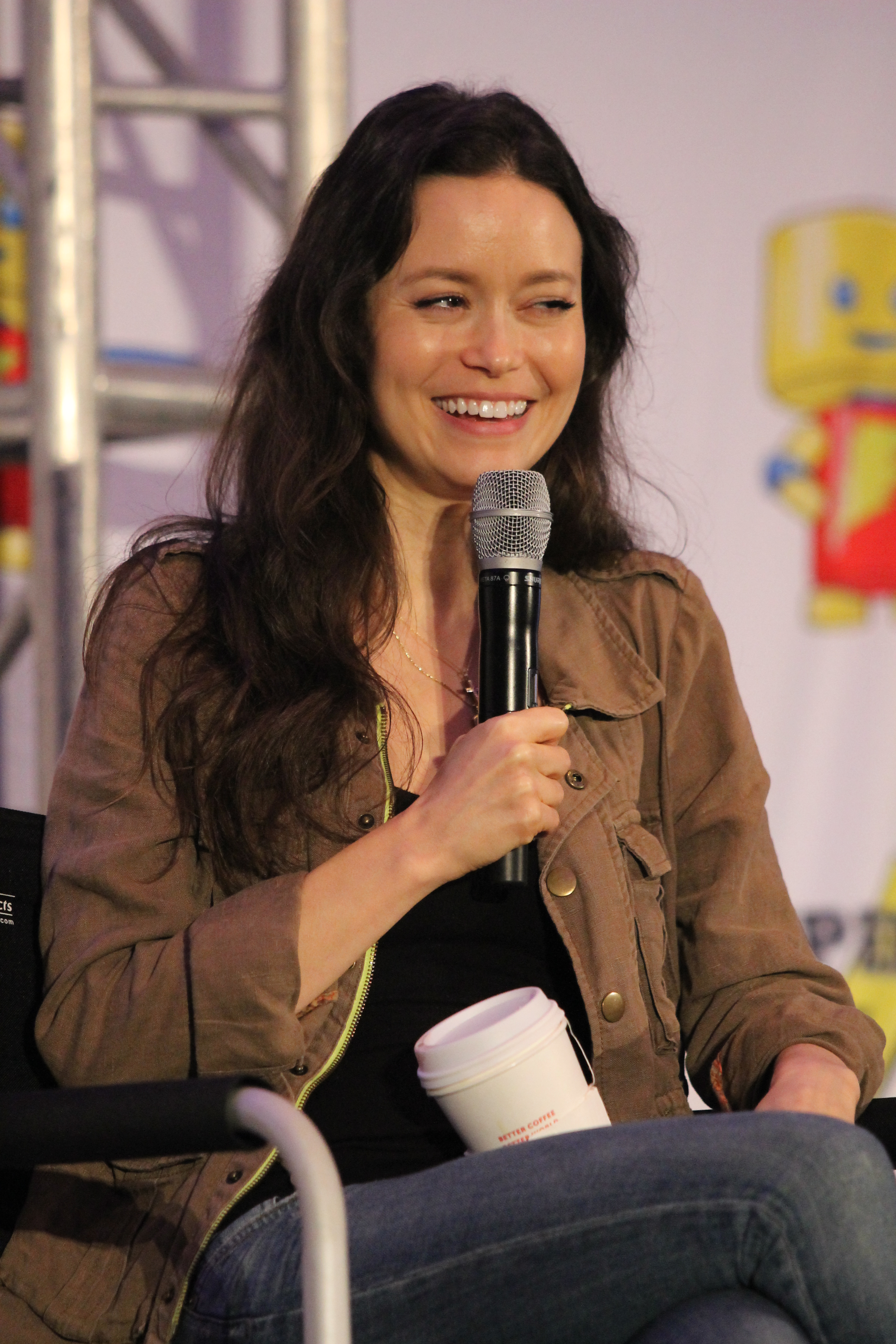
سمر عام 2016

سمر حصلت على تصويت أفضل ممثلة عام 2005 من قراء مجلة SFX magazine، وحصلت على جائزة زحل لأفضل ممثلة مساعدة بدورها في فلم (بالإنجليزية: Serenity)‏, وترشحت أيضا في فئة أفضل ممثلة عام 2006 لجائزة SyFy Genre Awards. عام 2008 فازت للمرة الثانية بجائزة زحل لأفضل ممثلة مساعدة بالتلفاز عن دورها كامرون في المدمر: سجلات ساره كونر.

## حياتها الشخصية
شاركت سمر في الكثير من المشاريع الخيرية في المستشفيات ومراكز الصحة، قامت بالتوقيع على دمى دببة من أجل بيعها على ايباي لمساعدة المستشفى في جمع المال. هي من محبين الحيوانات ومشاركة في جمعية الحقوق لمنع القسوة ضد الحيوان، سمر نباتية منذ عام 1995 لكنها صرحت أنها تناولت اللحم خلال تصوير فلم Serenity بسبب العمل الجسدي الشاق. تدربت سمر على فنون القتال منها الكونغ فو والملاكمة.

## الأعمال الفنية

### الأفلام
| السنة | العنوان                     | الدور        | الجوائز |
| ----- | --------------------------- | ------------ | ------- |
| 2004  | Sleepover                   | Ticket Girl  |         |
| 2005  | سيرينتي                     | ريفر تام     |         |
| 2010  | شهر العسل القاتل            | ليندسي فورست |         |
| 2010  | Superman/Batman: Apocalypse | صوت          |         |
| 2011  | Knights of Badassdom        | غوين         |         |

### التلفاز
| السنة       | العمل                            | الدور          | الحلقات                                |
| ----------- | -------------------------------- | -------------- | -------------------------------------- |
| 2002        | آنجل                             | بريما بالرينا  | حلقة: "Waiting in the Wings"           |
| 2002–2003   | يراعة                            | ريفر تام       | شخصية رئيسية، 14 حلقة                  |
| 2003        | قضايا متجمدة                     | Paige Pratt    | حلقة: Love Conquers Al                 |
| 2004        | سي اس آي:التحقيق في موقع الجريمة | ماندي كوبر     | حلقة: "What's Eating Gilbert Grissom?" |
| 2005–2007   | ذا 4400                          | Tess Doerner   | 8 حلقات                                |
| 2006        | Mammoth                          | Jack Abernathy | فيلم تلفزيوني                          |
| 2006        | The Initiation of Sarah          | ليندسي قودوين  | فيلم تلفزيوني                          |
| 2006–2007   | الوحدة                           | Crystal Burns  | 7 حلقات                                |
| 2008– 2009  | المدمر: سجلات ساره كونر          | كامرون فيليب   | شخصية دائمة، 31 حلقة                   |
| 2009        | نظرية الانفجار العظيم            | نفسها          |                                        |
| 2009–2010   | بيت الدمى                        |                | 4 حلقات                                |
| 2010        | تشك                              | قريتا          | حلقة: "Chuck Versus the Fear of Death" |
| 2010        | Good Morning Rabbit              | لوسي           | حلقة: "National Hamburger Day"         |
| 2011        | العباءة                          | جيمي فليمينغ   | شخصية أساسية، 10 حلقات                 |
| 2011 _ 2012 | Alphas                           | سكايلر ادامز   | 4 حلقات                                |
| 2012        | غريز أناتومي                     | الممرضة ايميلي | حلقتين                                 |
| 2013        | هاواي فايف أو                    | ماغي           | حلقة واحدة                             |
| 2013 _ 2014 | السهم                            | إيزابيل روتشيف | 9 حلقات                                |
| 2014        | Sequestered                      | انا برانديت    | 12 حلقة                                |
| 2016        | كاسل                             | كيندل فروست    | حلقة                                   |

## وصلات خارجية
- سمر غلاو على موقع IMDb (الإنجليزية)
- سمر غلاو على موقع روتن توميتوز (الإنجليزية)
- سمر غلاو على موقع ألو سيني (الفرنسية)
- سمر غلاو على موقع تيرنر كلاسيك موفيز (الإنجليزية)
- سمر غلاو على موقع أول موفي (الإنجليزية)
- سمر غلاو على موقع قاعدة بيانات الأفلام السويدية (السويدية)
- سمر غلاو على موقع إن إن دي بي (الإنجليزية)
- سمر غلاو على موقع قاعدة بيانات الفيلم (الإنجليزية)
- سمر غلاو على موقع كينوبويسك (الروسية)